# Langita
La langita és un rar mineral de la classe dels sulfats. Va ser descoberta el 1864 i rep el seu nom en honor del físic i cristal·lògraf  vienès Viktor von Lang (1838-1921). És dimorf amb la wroewolfeita.

## Propietats
És un sulfat de coure hidratat, amb hidroxil, que es troba gairebé exclusivament en druses de cristalls petits de color blau verdós. És normalment transparent, amb una lluentor sedosa i una ratlla blau-verdosa. Té exfoliació perfecta perpendicular a l'eix c del cristall, i diferent exfoliació perpendicular a b. Són comunes les macles. El mineral és tou, amb una duresa de 2,5 a 3 en l'escala de Mohs, una mica menor que la de la calcita. La gravetat específica està en l'interval de 3,28-3,50, una mica menor que la del diamant. Alguns hàbits de la langita poden ser confosos amb wroewolfeita i posnjakita. Es pot alterar a brochantita.

## Formació i jaciments
Es forma a partir de l'oxidació de sulfurs de coure, i va ser descrita per primera vegada en mostres de Cornwall, Anglaterra. És un mineral secundari poc freqüent, però molt estès a la zona oxidada dels dipòsits de sulfur de coure. S'associa amb: wroewolfeita, posnjakita, serpierita, devil·lina, calcofil·lita, connel·lita, brochantita, malaquita i guix. Als territoris de parla catalana ha estat descrita a la mina Eureka (La Torre de Cabdella, Pallars Jussà), a la mina Linda Mariquita (El Molar, Priorat) i a la mina de Les Ferreres (Camprodon, Ripollès), així com al Mas Vicenç (Queixàs, Rosselló) i al Correc d'En Llinassos (Oms, Rosselló).